# Saint-Aquilin
Saint-Aquilin település Franciaországban, Dordogne megyében. Lakosainak száma 463 fő (2022. január 1.). Saint-Aquilin Tocane-Saint-Apre, Chantérac, Segonzac, Mensignac, Léguillac-de-l’Auche és Saint-Astier községekkel határos.

## Népesség
A település népessége az elmúlt években az alábbi módon változott:
| Lakosok száma | 440  | 388  | 387  | 485  | 491  | 491  | 479  | 468  | 465  | 463  |
|               | 1968 | 1982 | 1990 | 2006 | 2013 | 2015 | 2017 | 2019 | 2020 | 2022 |